# España (Chabrier)
España är en rapsodi för orkester av Emmanuel Chabrier. Kort tid efter att Chabrier hade bestämt sig för att leva uteslutande för musiken, reste han till Spanien. Där samlade han in en hel del spanska folkmelodier, bland annat flera andalusiska melodier som han använde i rapsodin. Verket framfördes första gången 4 november 1883 av dirigenten Charles Lamoureux, till vilken verket var tillägnat.
España är också namnet av en vals av Émile Waldteufel (1886), med en melodi liknande till rapsodien.